# 24261 Judilegault
24261 Judilegault è un asteroide della fascia principale. Scoperto nel 1999, presenta un'orbita caratterizzata da un semiasse maggiore pari a 2,3930919 UA e da un'eccentricità di 0,1223579, inclinata di 6,22821° rispetto all'eclittica.